# Onuava
Onuava était une déesse gauloise de la fertilité associée à la terre,.

## Étymologie
L'origine de son nom pourrait venir de "Anao" (la justesse) et de "Ivis" (le chemin de vie). 

## Description
Selon Louis de Jaucourt, dans l'Encyclopédie de Diderot et d'Alembert de 1765, cette « Vénus céleste » « portait une tête de femme avec deux ailes éployées au-dessus, et deux écailles pour oreilles ; cette tête de femme était environnée de deux serpens, dont les queues allaient se perdre dans les deux ailes. »

## Culte
Un culte lui été rendu par les Bituriges Vivisques en Gironde, où on a retrouvé des dédicaces à son nom

## Poèmes
- « Je suis dans l'errance, incessamment [---] autour [---] tout entier [---] de la puissance d'Onuava, et mon éloignement, à l'autre bout du monde, ne peut me contraindre à me lier, par la formulation d'un vœu sur un marbre, à une autre divinité. Une confiance sans faille en la vérité (m') a conduit dans la citadelle de Tibur [---] même [---]. Voilà pourquoi, ô ma divine mère, [---] en terre d'Ausonie [---] [7]»

## Évocation moderne

### Astronomie
Oanuava Coronae, une corona (formation géologique en forme de couronne) située sur la planète Vénus, a été ainsi nommée en son honneur.